# Hemerocallidoideae
Hemerocallidoideae, potporodica biljaka jednosupnica, dio porodice Asphodelaceae. 
Značajni predstavnici su dijanela (Dianella), geitonoplesijum (Geitonoplesium) i druge.

## Rodovi
Potporodica ima 4 tribusa sa 19 rodova:
- Tribus Hemerocallideae Duby
  1. Simethis Kunth (1 sp.)
  2. Hemerocallis L. (13 spp.)
- Tribus Johnsonieae  Benth.
  1. Hodgsoniola F. Muell. (1 sp.)
  2. Tricoryne R. Br. (9 spp.)
  3. Corynotheca F. Muell. (13 spp.)
  4. Caesia R. Br. (15 spp.)
  5. Arnocrinum Endl. & Lehm. ex Lehm. (3 spp.)
  6. Hensmania W. Fitzg. (3 spp.)
  7. Stawellia F. Muell. (2 spp.)
  8. Johnsonia R. Br. (5 spp.)
- Tribus Phormieae Nakai
  1. Pasithea D. Don (1 sp.)
  2. Phormium J. R. Forst. & G. Forst. (2 spp.)
- Tribus Dianelleae Baker
  1. Geitonoplesium A. Cunn. (1 sp.)
  2. Agrostocrinum F. Muell. (2 spp.)
  3. Herpolirion Hook.f. (1 sp.)
  4. Stypandra R. Br. (2 spp.)
  5. Thelionema R. J. F. Hend. (3 spp.)
  6. Excremis Willd. (1 sp.)
  7. Dianella Juss. (39 spp.)